# Kyösti Erämaa
Kyösti Erämaa (23 de octubre de 1899 – 14 de noviembre de 1961) fue un actor teatral y cinematográfico finlandés.

## Biografía
Nacido en Taalintehdas, Dragsfjärd, en Finlandia, antes de hacerse actor trabajó como luchador. Mantuvo su condición física, y empezó a interpretar papeles de héroe en diferentes operetas en teatros como el Koiton Näyttämö de Helsinki. Después actuó en el Kaupunginteatteri de Oulu, así como en el círculo teatral de Helsinki, donde trabajó hasta su muerte. Además fue director en el Teatro Mikkeli de la capital en 1948–1949.
Erämaa fue también actor cinematográfico, participando en una treintena de cintas entre 1934 y 1960 en las que encarnaba habitualmente a personajes de reparto como policías o similares. Sus papeles más conocidos fueron el protagonista en Tukkijoella (1937), así como el de Ylitalon Urho en Unelma karjamajalla (1940). Su última película fue Isaskar Keturin ihmeelliset seikkailut (1960).
Kyösti Erämaa falleció en 1961 en Helsinki. Había estado casado con la actriz Helvi Järveläinen desde 1937 hasta 1941, año en el que se divorciaron.

## Filmografía
- 1934 : Meidän poikamme ilmassa – me maassa
- 1935 : Kun isä tahtoo...
- 1936 : VMV 6
- 1936 : Onnenpotku
- 1937 : Mies Marseillesta
- 1937 : Tukkijoella
- 1939 : Aktivistit
- 1939 : Halveksittu
- 1939 : Helmikuun manifesti
- 1940 : Unelma karjamajalla
- 1940 : Lapseni on minun
- 1948 : Läpi usvan
- 1949 : Keittiökavaljeerit
- 1952 : Rikollinen nainen
- 1953 : Varsovan laulu
- 1953 : Mustasukkaisuus
- 1954 : Opri
- 1955 : Veteraanin voitto
- 1955 : Pekka ja Pätkä pahassa pulassa
- 1955 : Neiti talonmies
- 1955 : Kaunis Kaarina
- 1957 : Rakas varkaani
- 1957 : Pekka ja Pätkä salapoliiseina
- 1957 : Herra sotaministeri
- 1957 : 1918 – mies ja hänen omatuntonsa
- 1958 : Pekka ja Pätkä miljonääreinä
- 1958 : Verta käsissämme
- 1958 : Sven Tuuva
- 1958 : Autuas eversti
- 1959 : Kolmas laukaus
- 1960 : Skandaali tyttökoulussa
- 1960 : Isaskar Keturin ihmeelliset seikkailut